# Megàpode de les Sula
El megàpode de les Sula(Megapodius bernsteinii) és una espècie d'ocell de la família dels megapòdids (Megapodiidae) que viu al sotabosc de les illes Banggai i Sula, a l'est de Sulawesi.